# Від Бугу до Вісли
«Від Бугу до Вісли» (рос. «От Буга до Вислы») — український радянський художній фільм про німецько-радянську війну режисера Тимофія Левчука, знятий 1980 року на Київській кіностудії ім. О. Довженка.

## Сюжет
Дилогія, що складається з двох частин: «Діяти самостійно», «Смерті наперекір», завершує кіноепопею «Дума про Ковпака». Картина оповідає про останній рейд української партизанської дивізії імені С. А. Ковпака під керівництвом П. П. Вершигори в тил німців в 1943–1944 роках, вихід її до державного кордону СРСР і Польщі та взаємодію радянських партизанів з Армією Людовою.

## В ролях
- Міхай Волонтир — Петро Вершигора (озвучив актор Павло Морозенко)
- Лесь Сердюк — Микола Москаленко
- Микола Гринько — Дем'ян Сергійович Коротченко
- Анатолій Пазенко — Микола Ватутін
- Євген Паперний — Войтенко
- Леонід Яновський — Юров
- Олександр Денисов — Антон Землянко
- Юрій Каморний — Дубінін
- Михайло Горносталь — Береговий
- Улдіс Пуцитіс — Роберт Крейн
- Улдіс Лієлдідж — генерал Мозер
- Юріс Стренга — Фельдман
- Андрій Ростоцький — Платов
- Іван Гаврилюк — Ленкін
- Яків Козлов — доктор Зима
- Станіслав Микульський — Вацлав Борц
- Петеріс Гаудіньш — Валдіс
- Зураб Капіанідзе — Давид Бакрадзе
- Олександр Мовчан — Сердюк
- Йосип Найдук — Жарко
- Євген Пашин — Вася Коробко
- Наталія Сумська — Надя Циганок
- Лембіт Ульфсак — Підкова / Адам Пузевич
- Богдан Ступка — Щупак, «Фокусник»
- Юрій Сатаров — Стрельцов
- Владимир Опанасенко — Блискавиця
- Андрій Подубинський — Сас
- Анатолій Барчук — партизан
- Ярослав Гаврилюк — партизан
- Олександр Гай — поляк-селянин
- Григорій Гладій
- Михайло Ігнатов — полонений німець, немає в титрах